# Fernando Valdés Dal-Ré
Fernando Valdes Dal-Ré (Valladolid, 22 de abril de 1945-9 de marzo de 2023) fue un jurista español, inspector de trabajo y catedrático de Derecho del Trabajo. Fue magistrado del Tribunal Constitucional (2012-2020).

## Biografía
Licenciado en Derecho por la Universidad de Valladolid, obtuvo por oposición una plaza de inspector de trabajo en 1968. Un año más tarde inicia sus estudios de doctorado en la Universidad Central de Madrid, donde se doctoró en 1973 y donde impartió docencia entre 1969 y 1977. Aquel año pasó por las universidades de Barcelona (1977) y Salamanca (1977-78). En 1978 ganó por oposición la cátedra de Derecho del Trabajo de la Universidad de Valladolid, donde permaneció hasta 1991 y de cuya Facultad de Derecho fue vicedecano (1980-82), así como secretario general de la Universidad (1982-83). Entre 1984 y 1985 compatibilizó su puesto con el de letrado del Tribunal Constitucional y, entre 1986 y 1990, como director general del Servicio Jurídico del Estado y consejero de Estado.
En 1989 fue el presidente de la Comisión encargada de elaborar el Anteproyecto de Texto Refundido de la Ley de Procedimiento Laboral.
En 1991 pasó a ocupar la cátedra de Derecho del Trabajo en la Universidad Complutense de Madrid, labor que compaginó con la de presidente de la Comisión Consultiva Nacional de Convenios Colectivos (1993-96) y miembro del Consejo Económico y Social de España (2005-12).

### Años 2000
En 2012 fue elegido magistrado del Tribunal Constitucional por el Congreso de los Diputados.
Entre 2008 y 2013 presidió la Asociación España de Derecho del Trabajo y de la Seguridad Social. En 2015 fue nombrado doctor honoris causa por la Universidad de Valladolid.
En septiembre de 2020, la Sala de lo Penal del Tribunal Supremo abrió una causa contra Fernando Valdés al apreciar indicios de un delito de malos tratos en el ámbito familiar contra su mujer por el que fue detenido en agosto del mismo año. El 14 de octubre de 2020, Valdés Dal-Ré renunció a su cargo de magistrado del Tribunal Constitucional. A partir de entonces, es el juzgado de Majadahonda el que se ocupará del caso de malos tratos. Durante su declaración ante el Tribunal, tanto Valdés como su mujer negaron cualquier tipo de maltrato y atribuyeron lo ocurrido a una discusión matrimonial.